# Migrantenselbstorganisation
Migrantenselbstorganisationen (kurz MSO bzw. MO für Migrantenorganisation) sind die von „Menschen mit Migrationshintergrund“ (oder „Menschen mit Zuwanderungsgeschichte“) gegründeten freiwilligen Zusammenschlüsse, Initiativen und Vereine zur Wahrung und Vertretung ihrer Interessen.
Die ersten Migrantenorganisationen in Deutschland wurden in den 1960ern gegründet. Neben spezifischen Zielen wie der Förderung von Sport, Sprache, Religion oder Kultur spielen direkt oder indirekt immer auch die Beschäftigung und die Auseinandersetzung mit den Themen Migration, Integration und bürgerschaftliches Engagement eine große Rolle.

## Definition
Eine einheitliche Definition, welche Bedingungen für die Bezeichnung „Migrantenselbstorganisation“ vorliegen müssen, existiert nicht. Üblicherweise wird der Begriff für Organisationen verwendet, die mehrheitlich oder ausschließlich von Personen mit Migrationshintergrund gegründet wurden, oder deren Mitglieder überwiegend Personen mit Migrationshintergrund sind.
Die Entstehung von Migrantenselbstorganisationen erklärt Friedrich Heckmann soziologisch folgendermaßen: „Als Schutz vor Überforderung mit dem neuen Sozialisationsprozess tendieren Migranten der ersten Generation häufig dazu, eigenethnische Organisationsformen und soziale Verkehrskreise aufzubauen.“

## Entwicklungsgeschichte
Die ersten Migrantenselbstorganisationen in Deutschland entstanden in den 1960er Jahren und befassten sich mit den Anliegen der Gastarbeiter, die von bestehenden Organisationen nicht oder nicht ausreichend bedient wurden. Zunächst wurden Migrantenselbstorganisationen dazu ermutigt, den Gastarbeitern durch Bewahrung des Brauchtums, der ursprünglichen Sprache und Religion eine Brücke in die Herkunftskultur zu erhalten. Entsprechend waren Migrantenselbstorganisationen zunächst mit dem Vorwurf der Stärkung von Segregation konfrontiert.
In den folgenden Jahrzehnten änderten sich sowohl die Wahrnehmung als auch das Aufgabenspektrum der Migrantenselbstorganisationen: Sie wurden zu Brückenbauern zwischen Herkunfts- und Aufnahmekultur und befassen sich unter anderem mit sozialer Orientierung und Unterstützung, Bildung, Gesundheit, Antirassismus-Arbeit bis hin zu Lobbyarbeit.
Bisher gibt es keine verlässlichen Angaben zur gesamten Anzahl von Migrantenselbstorganisationen in Deutschland. Keser kalkuliert 2011 mit 16.000 bis 20.000 Migrantenselbstorganisationen in Deutschland, eine Größenordnung, die allerdings nach anderen Quellen schon 2001 erreicht war.

## Dachorganisationen
Vor allem auf kommunaler Ebene bilden sich Dachorganisationen, die die lokal ansässigen Migrantenorganisationen miteinander vernetzen. Die Zahl der überregional tätigen Dachorganisationen zählte eine Expertise im Auftrag der Bundesbeauftragten für Integration von 2012 mit 32. Die Bundesarbeitsgemeinschaft der Immigrantenverbände in Deutschland e. V. (BAGIV) ist laut eigenen Angaben der einzige bundesweite und multinationale Dachverband von Migrantenselbstorganisationen mit dem Ziel der integrationsfördernden Selbstvertretung, jedoch ohne nennenswerte Beteiligung von Russlanddeutschen bzw. Spätaussiedlern aus den Nachfolgestaaten der Sowjetunion. Im Jahr 2018 wurde ein Dachverband ostdeutscher Organisationen gegründet, der Dachverband der Migrant*innenorganisationen in Ostdeutschland (DaMOst).
Eine große Anzahl der MSO sind aufgrund der jüngeren Einwanderungsgeschichte Deutschlands dem türkeistämmigen und dem Spätaussiedler-Personenkreis zuzuordnen. Große Dachverbände bzw. Interessenvertretungen wie etwa die Landsmannschaft der Deutschen aus Russland, TANG – The African Network of Germany oder die Türkische Gemeinde in Deutschland vereinigen jedoch nur einen Teil der MSOs dieses Personenkreises.